# James Maynard
James Maynard (Chelmsford, 12 maggio 1987) è un matematico britannico, noto per i suoi lavori in teoria dei numeri analitica.
Ha vinto vari premi tra cui la medaglia Fields nel 2022.

## Biografia
Dopo aver conseguito il bachelor e il master all'Università di Cambridge, nel 2013 ha ottenuto il dottorato all'Università di Oxford, con la supervisione di Roger Heath-Brown. In seguito è stato postdoc all'Università di Montreal, presso il  Centre de Recherches Mathématiques, per poi tornare a Oxford dove è diventato professore nel 2017.

## Lavori
Nel 2013 Maynard ha fornito una nuova e più semplice dimostrazione del recente teorema di Zhang sull'infinità degli intervalli corti con coppie di primi, fornendo un notevole progresso verso la congettura dei primi gemelli. La sua dimostrazione è inoltre più generale e più forte e consente di mostrare che dato un qualunque intero {\displaystyle m} esiste una costante {\displaystyle C} (dipendente da {\displaystyle m}) tale che esistono infiniti intervalli {\displaystyle [N,N+C]} (con {\displaystyle N} naturale) che contengono {\displaystyle m} primi.  
In seguito, in due lavori, uno da solo e uno con Ford, Green, Konyagin e Tao, ha ottenuto grossi miglioramenti anche sul problema degli intervalli lunghi tra primi.
Nel 2016 ha mostrato che, dato un qualunque intero tra 0 e 9, esistono infiniti numeri primi la cui espansione decimale ometta quella cifra, mentre nel 2019 ha dimostrato, insieme a Dimitris Koukoulopoulos, la congettura di Duffin–Schaeffer.

## Riconoscimenti
- Premio SASTRA Ramanujan nel 2014;
- Premio Whitehead nel 2015;
- Premio EMS nel 2016;
- Premio Cole per la teoria dei numeri nel 2020;
- Medaglia Fields nel 2022.